# Malathion
Le malathion (CAS n° 121-75-5) est un composé organophosphoré parasympathomimétique qui se fixe irréversiblement à la cholinestérase, utilisé comme insecticide neurotoxique.
Classé cancérogène probable en 2015 par le Centre international de recherche sur le cancer (CIRC), c'est un produit peu persistant dans le sol selon l'ANSES, mais il est très écotoxique notamment pour les organismes aquatiques, les abeilles et les oiseaux, et son principal produit de décomposition, le malaoxon est très toxique.
Il est pour ces raisons interdit d'usage dans l'Union européenne, dont en France depuis le 1er décembre 2008. En Guyane, son utilisation a été autorisée dans le cadre d'une dérogation provisoire (et controversée) pour lutter contre le moustique Aedes aegypti, vecteur du virus du chikungunya, à la suite de la demande de la préfecture de Guyane (qui concernait le malathion  et le fénitrothion (CAS n° 122-14-5).

## Autres noms
Le malathion est appelé carbophos en ancienne URSS, maldison en Nouvelle-Zélande et en Australie et mercaptothion en Afrique du Sud.

## Propriétés physiques
En raison d'une pression de vapeur faible (4,5 × 10−4 Pa à 25 °C), il est relativement peu volatil (sa constante pour la loi de Henry est de 1,0 × 10−3 Pa.m3 .mol−1). Il est par contre soluble dans l’eau (185 mg/L à 25 °C avec un log Kow (coefficient de partage 1-octanol/eau) expérimental de 2,75 à 25 °C).
Dégradation
- Il s'hydrolyse mal dans l'eau pour à pH 5, mais quand le pH dépasse 7 l'hydrolyse est assez rapide (DT50 = 0,49 jour à pH 9)[6].
- La photolyse (déterminée à pH 4) serait « négligeable »[6].

Impuretés

Selon les données disponibles, « le malathion technique et les formulations à base de malathion contiennent des impuretés », en particulier :
- des analogues des triméthyl phosphates dont la plus « préoccupante » est l'isomalathion, qui peut apparaître lors d'un stockage prolongé et/ou à haute température [6]; ce produit doit être stocké au frais[6].
- Du malaoxon (60 fois plus toxique que la molécule mère) peut être présent en petite quantité comme impureté dans la substance active[6]. La NOAEL de cette substance est de 1 mg/kg pc/jour ; elle est basée sur l'inhibition de l'activité de l'acétylcholinestérase (observée lors d’une étude de 2 ans chez le rat). Ce produit induit aussi des leucémies chez les mâles (à 114 mg/kg pc/jour, dose associée à une forte toxicité).

## Réglementation
Sur le plan de la réglementation des produits phytopharmaceutiques :
- pour l’Union européenne : cette substance active est interdite par la décision 2007/389/CE à la suite de l'examen relatif à l'inscription à l’annexe I de la directive 91/414/CEE et depuis 2012, le taux de résidus de ce pesticide dans les aliments est réglementé en Europe[9].
- Pour la France : cette substance active n'est pas autorisée dans la composition de préparations bénéficiant d’une autorisation de mise sur le marché.

## Utilisation
Le malathion est (ou a été) principalement utilisé dans l'agriculture comme produit antiparasitaire (insecticide et acaricide) à large spectre, et surtout dans la lutte contre les insectes suceurs. Il est aussi classé substance active de classe A (c'est-à-dire « substance pour laquelle l’efficacité sur moustiques est connue et est ou a été utilisée en LAV selon les statistiques 2009 du WHOPES ») dans le rapport de l’Anses « Hiérarchisation des insecticides potentiellement utilisables en lutte antivectorielle (LAV) » selon l'avis de l’Anses du 4 janvier 2013.
Le malathion est très toxique pour les insectes, y compris les insectes utiles, comme les abeilles. L'épandage de malathion sur les zones aquatiques contribue également au déclin des populations d'amphibiens.
En 1999, toute la région de New York a été traitée au malathion par avion pour éradiquer la fièvre du Nil occidental. Au Canada, le malathion est employé depuis des décennies à Winnipeg contre les moustiques.
Le malathion est utilisé en médecine dans les médicaments pédiculicides pour éradiquer les poux (nom commercial : Prioderm) et la gale.

## Toxicité pour l'Homme
Elle est connue par de nombreux cas d’empoisonnement (suicides ou accidents) au malathion rapportés dans la littérature, tous montrant une chute de l'acétylcholinestérase, associée à des symptômes digestifs, respiratoires et neuromusculaires (surtout au-dessus de 15-25 g de substance active absorbée).
Le malathion se décompose en malaoxon, qui est 60 fois plus toxique que le malathion. Ingéré il est rapidement métabolisé avec parmi ses métabolites : 
- malaoxon[6] ;
- isomalathion[6];
- acide monocarboxylique[6] (dont la toxicité est considérée comme équivalente à celle du malathion) ;
- acide dicarboxylique[6] (dont la toxicité est considérée comme équivalente à celle du malathion) ;
- desméthyl-malathion (de toxicité inconnue, car non-étudiée selon les recherches faites par l'ANSES en 2013-2014).

Pour ces raisons, si le malathion est employé en intérieur, il peut affecter les personnes vivant ou travaillant dans cet environnement. De plus l'une de ses impuretés qui est aussi un produit de décomposition, l'isomalathion, est inhibiteur de l'acétylcholinestérase ; il peut « ainsi augmenter la toxicité du malathion. Il pourrait également augmenter la génotoxicité du malathion ».
Le malathion présent dans l'eau non traitée est converti en malaoxon pendant la phase de chloration du traitement de l'eau, il ne devrait donc pas être employé dans les eaux servant de source d'eau potable.

### Organes-cibles
À faible dose, ce produit est réputé rapidement métabolisé, mais à forte dose, les organes-cibles sont (selon le modèle animal, chez le rat et la souris) :
- le foie, avec une hypertrophie hépatocellulaire, une fréquence et gravité accrues des dégénérescences kystiques hépatocellulaires)[6] ;
- les reins avec des inflammations et néphropathies chroniques plus sévères, et une incidence accrue de la minéralisation, avec aussi une « absence de vacuolisation de l’épithélium du tubule proximal » ;
- l’épithélium nasal (en cas d'inhalation), avec une inflammation, dégénérescence et hyperplasie des épithéliums olfactif et respiratoire, une métaplasie de l’épithélium respiratoire[6].

### Toxicité par ingestion
Sa toxicité aiguë par ingestion correspond à des doses élevées (DL50 25 de 1778 mg/kg pc (pc = Poids corporel) chez le rat de laboratoire). Pur, il est considéré comme faiblement toxique en cas d'exposition cutanée (chez le lapin et le rat ou par inhalation chez le rat).
Son ingestion provoque des tremblements, une diminution de l’activité locomotrice, une sédation ou léthargie, une salivation et une dépression respiratoire. Son inhalation affecte le système nerveux central, induisant une respiration anormale, une salivation excessive et une ataxie ; certains de ces effets pouvant peut-être résulter de son caractère irritant (légèrement irritant, il est classé « sensibilisant cutané ». 
Après ingestion, la plus faible NOAEL (dose sans effet nocif observable) est de 34,4 mg/kg pc/jour issue de l’étude de 90 jours chez le rat, sur la base d’une inhibition de l’activité de l’acétylcholinestérase au niveau du cerveau. À plus fortes doses, des modifications hématologiques et biochimiques, une augmentation du poids des reins et du foie ont été observées chez le rat et le chien. Enfin, une diminution de la masse corporelle, une hypertrophie des hépatocytes de la région périportale et une augmentation de la sévérité des néphropathies chroniques ont également été rapportées chez le rat.

### Toxicité cutanée
Après 21 jours d'application sur la peau chez le lapin, « la NOAEL est de 300 mg/kg pc/jour sur la base d’une inhibition de l’activité de l’acétylcholinestérase au niveau du cerveau », avec aussi une légère irritation cutanée.

### Toxicité par inhalation
Chez le rat soumis durant 90 jours à inhalation de malathion, il a été constaté une diminution « de l’activité de
l’acétylcholinestérase, des modifications biochimiques et urinaires et une augmentation du poids des reins et du foie ».

### Toxicité répétée
Les chercheurs ont principalement constaté « une diminution de l’activité de l’acétylcholinestérase au niveau des érythrocytes, du plasma et du cerveau. L’inhibition de l’acétylcholinestérase au niveau du cerveau a été considérée comme l’effet toxicologique pertinent ».

### Seuils
La concentration sans effet toxique observable systémique (ou NOAEC, pour "No observed adverse effect concentration") était de 0,45 mg/L sur la base de la diminution de l’activité de l’acétylcholinestérase au niveau du cerveau.

Selon l'ANSES, « aucune NOAEC pour la toxicité locale n’a pu être déterminée du fait d’une irritation respiratoire (augmentation du poids des poumons avec trachée, hyperplasie laryngée, dégénérescence et/ou hyperplasie de l’épithélium olfactif) observée à toutes les concentrations testées ».

### Cancérogénicité
Le malathion est classé par le CIRC dans le groupe 2A « probablement cancérigène », et des effets néoplasiques ont été constatés pour de fortes expositions :
- tumeurs nasales chez le rat à la plus forte dose de 739–868 mg/kg pc/jour, probablement en réponse à une irritation locale et à une cytotoxicité du produit[6] ;
- tumeurs du foie (chez le rat et la souris)[6].

La NOAEL retenue pour les effets cancérigènes est de 143 mg/kg pc/jour sur la base des tumeurs hépatiques chez la souris.

### Reprotoxicité
Ce produit ne semble pas affecter la fertilité des mammifères et n'est pas considéré comme reprotoxique chez ces derniers, bien que certains auteurs aient rapporté des altérations des organes reproducteurs et une diminution de la sécrétion de testostérone chez les rats mâles exposés par voie orale ,. Pour le rat, une NOAEL de 132 mg/kg pc/jour a été proposée pour les mâles et de 152 mg/kg pc/jour chez les femelles sur la base d’une diminution du poids corporel des petits. Des données contradictoires ont été publiées sur des effets de perturbateurs endocriniens in vitro (agoniste faible pour le récepteur estrogénique in vitro selon une étude de Kjeldsen et al. publiée en 2013, mais qui n'avait pas été détecté par une étude de Kojima & al. publiée 3 ans plus tôt.

### Neurotoxicité
Elle a principalement été étudiée chez le rat, chez lequel on constate à partir de certains seuils d'exposition une diminution certaine (retrouvée dans toutes les études) de l’activité de l’acétylcholinestérase, avec aux fortes doses « une salivation, une altération de la résistance des pattes postérieures, une diminution de l’activité locomotrice et une légère augmentation de la dégénérescence des fibres nerveuses ». La NOAEL est de 50 mg/kg pc/jour (sur la base de « l'inhibition de l'activité de l'acétylcholinestérase au niveau du cerveau chez les mères et les petits et sur des effets sur le développement fonctionnel et morphologique du système nerveux chez les petits exposés au malathion ».

### Limites des données disponibles
L'ANSES note en 2014 que les études de toxicité semblent avoir toutes été faites avec un produit assez pur, contenant moins de 0,03 % d’isomalathion, alors que les spécifications en vigueur autorisent de 0,2 à (pour la FAO) 0,4 % (m/m)

## Environnement
Le malathion est un produit très toxique pour les insectes utiles (dont les coccinelles, chrysopes, aphidoletes...).

## Production
La Chine en reste un producteur important avec 1 500 tonnes de malathion exportées en 2008.